# O'Connor Knights FC
O'Connor Knights FC je hrvatski nogometni klub iz Canberre, Australija osnovan 1997. godine. Klub je osnovala 1997. godine hrvatska zajednica u Canberri. 

## Uspjesi
- 1999. - State League 1 Champions
- 2003. - State League 1 Champions
- 2005. - Premier League Runners Up

## Vanjske poveznice
- Slućbena stranica - HNK O'Connor Knights  Arhivirana inačica izvorne stranice od 16. veljače 2009. (Wayback Machine)
- Navijačka stranica - O'Connor Knights  Arhivirana inačica izvorne stranice od 23. rujna 2015. (Wayback Machine)